# Patelloida garrettii
Patelloida garrettii is een slakkensoort uit de familie van de Lottiidae. De wetenschappelijke naam van de soort is voor het eerst geldig gepubliceerd in 1891 door Pilsbry.